# Changshun
Changshun (chinesisch 长顺县, Pinyin Chángshùn Xiàn) ist ein chinesischer Kreis im Autonomen Bezirk Qiannan der Bouyei und Miao im Süden der Provinz Guizhou. Changshun hat eine Fläche von 1.543 km² und zählt 188.700 Einwohner (Stand: Ende 2018). Sein Hauptort ist die Großgemeinde Changzhai (长寨镇).

## Administrative Gliederung
Auf Gemeindeebene setzt sich der Kreis aus sieben Großgemeinden und zehn Gemeinden zusammen. 